# Milwaukee, Wisconsin
Milwaukee este cel mai mare oraș din statul Wisconsin și al 31-lea oraș din Statele Unite ale Americii după numărul de locuitori. Orașul este sediul comitatului omonim, Milwaukee, fiind situat în sud-estul statului Wisconsin pe malul lacului Michigan, la aproximativ 160 km (ori 100 de mile) nord de Chicago, statul Illinois.  Zona metropolitană Milwaukee (Metro Milwaukee sau Greater Milwaukee) are o populație de aproximativ 2.000.000 de locuitori (2.025.898 la recensământul din 2010).  Milwaukee face parte de asemenea din magalopolisul Chicago-Milwaukee cu o populație de 10.800.000 (recensământul din 2010 ).

## Istoric

### Etimologie
Numele orașului Milwaukee se presupune că vine ori de la cuvântul minwaking din limba tribului Potawatomi ori de la ominowakiing din limba tribului Ojibwe (pronunțat de europeni Chippewa), cuvinte care ar însemna ori "pământ bun" ori "locul de adunare lângă apă".

### Porecle
- Brew City/Brew Town/The Brew (Orașul Berii) - Milwaukee a fost la finalul secolului al 19-lea cel mai mare producător de bere din lume, industrie ce continuă să fie prezentă și astăzi, fabrica Miller/Coors fiind a doua fabrică de bere ca mărime din SUA.
- City of Festivals (Orașul Festivalurilor) - Milwaukee este gazda unui număr mare de festivaluri etnice.
- Cream City (Orașul Crem) - vine de la culoarea cărămizilor făcute din lutul local "cream city brick" din care s-au făcut un număr mare de clădiri în decursul secolului al 19-lea.
- Mil-town - origine incertă (posibil slang format din prescurtarea "Mil" la care s-a adăugat "town" ca să sublinieze caracterul de oraș de provincie).
- MKE - este codul IATA dat aeroportului internațional General Mitchell din Milwaukee.
- The German Athens of America (Atena Germană) - imigranții germani veniți în oraș, începând de pe la mijlocul secolului al 19-lea, au stabilit o tradiție culturală foarte puternică.

### Preistorie
În urmă cu 12.000 de ani un grup de vânători, numiți de antropologi Paleoindieni, s-au stabilit aici devenind agricultori profitând de fertilitatea pământului din zonă .  Urmele materiale ale acestor Paleoindieni consistă din  movile sub formă de animale ( efigii), movile folosite ori pentru ritualuri religioase ori ca și morminte. Dintre toate culturile native americane, cele din Wisconsin au construit cele mai multe efigii, numărul lor fiind estimat undeva între 15.000 și 20.000.  În prezent se mai păstrează doar în jur de 4.000 de efigii dintre care doar un număr foarte mic în raza orașului Milwaukee.
Unul dintre triburile care se crede că ar fi continuatori direcți ai Paleoindienilor și care a ocupat coasta vestică a lacului Michigan, incluzând teritoriul actual al orașului Milwaukee, este tribul Ho-Chunk cunoscut de asemenea sub numele de Winnebago.  Ho-Chunk este un autonim tradus în multiple feluri (de ex. mâncătorii de pește,  oamenii păstrăvilor, oamenii peștelui mare, sau oamenii limbii originale, oamenii vocii importante, oamenii limbii sacre).  Winnebago este un exonim dat tribului Ho-Chunk de către alte triburi ca Fox, Sauk ori Ojibwe/Chippewa.  După 1634 tribul Ho-Chunk a suferit o depopulare masivă din cauza contactului cu agenții infecțioși aduși de către primii europeni veniți în zonă.  Ulterior acest trib a fost dislocat către nord de către alte triburi de nativi americani ce la rândul lor au fost împinse către vest de către puternicul trib Iroquois.

## Geografie
Milwaukee se situează de-a lungul malului și falezelor lacului Michigan și la confluența a trei râuri, Menomonee, Kinnickinnic, și Milwaukee ce se varsă în Golful Milwaukee.  Această așezare ar putea justifica traducerea numelui Milwaukee ca "locul de întâlnire al apelor" dat de indienii triburilor  Potawatomi și Ojibwe (Chippewa).  Falezele înalte situate la nordul Milwaukee-ului au fost sculptate o dată cu retragerea ghețarului Lacului Michigan ce făcea parte din placa glaciară Laurentidă.
Golful Milwaukee este cel mai protejat golf natural al coastei de vest a Lacului Michigan ceea ce explică preferința imigranților de origine europeană de a stabili un port și de a se așeza în această zonă, în special după deschiderea canalului Erie ce a facilitat transportul pe apă de la New York la Marile Lacuri.

### Localități înconjurătoare
- Brookfield, Waukesha County
- Waukesha, Waukesha County

### Comitate adiacente
- Ozaukee County - nord
- Racine County - sud
- Waukesha County - vest
- Washington County - nord vest
- Muskegon County, Michigan - est (frontieră maritimă)
- Ottawa County, Michigan - est (frontieră maritimă)

## Cultură

### Muzee

#### Artă

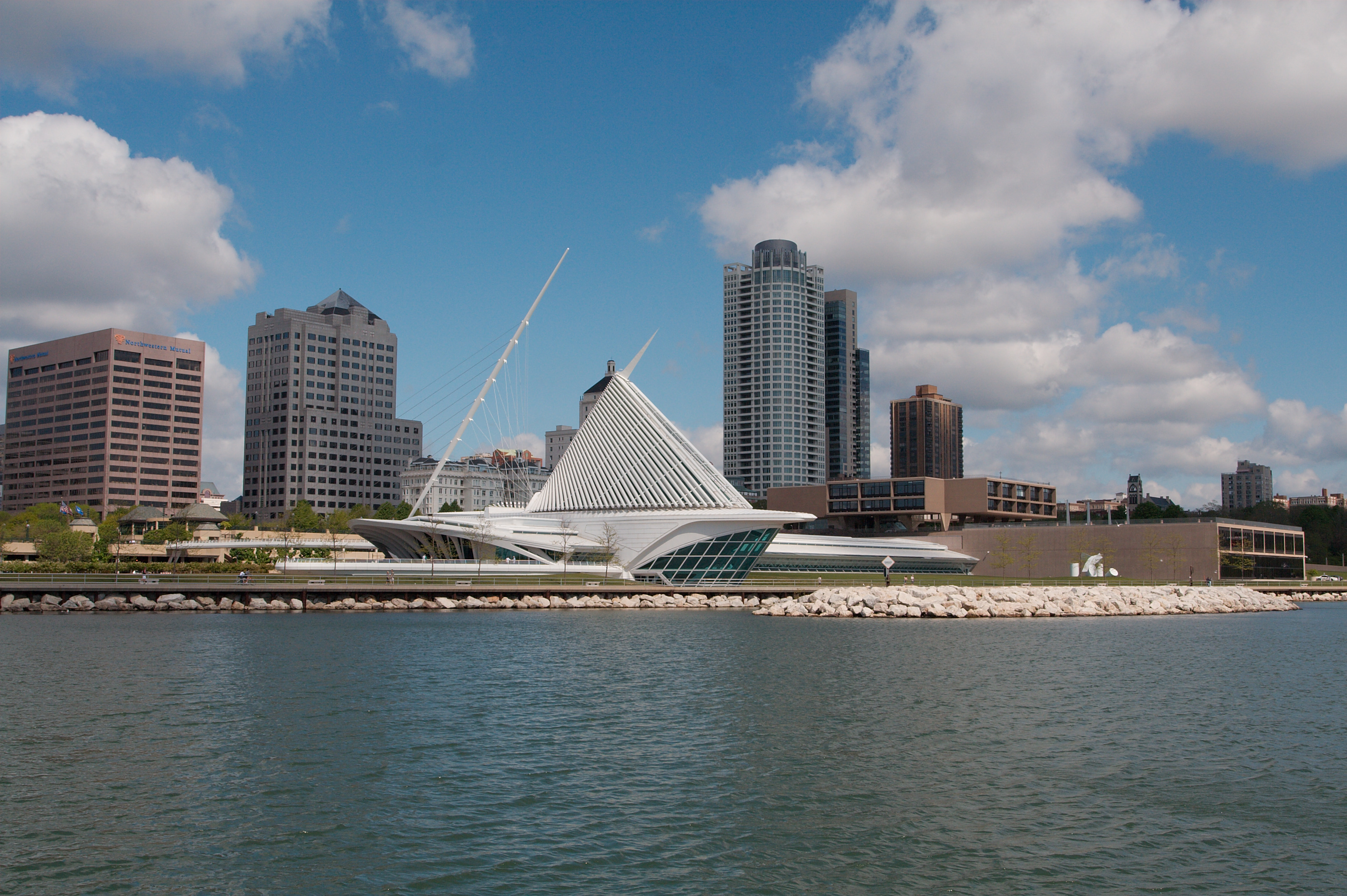
Milwaukee Art Museum

- The Milwaukee Art Museum este muzeul de artă care după adăugarea noii aripi proiectată de către arhitectul Santiago Calatrava a devenit practic simbolul orașului.
- The Grohmann Museum, din cadrul Milwaukee School of Engineering este gazda celei mai mari colecții din lume de picturi și sculpturi dedicate evoluției muncii umane.  Colecția cuprinde peste 700 de lucrări din 1580 până în prezent.
- Haggerty Museum of Art, se găsește în campusul universității Marquette.
- Villa Terrace Decorative Arts Museum, muzeu de artă decorativă.
- Charles Allis Art Museum
- William F. Eisner Museum of Advertising & Design

#### Știință și istorie naturală

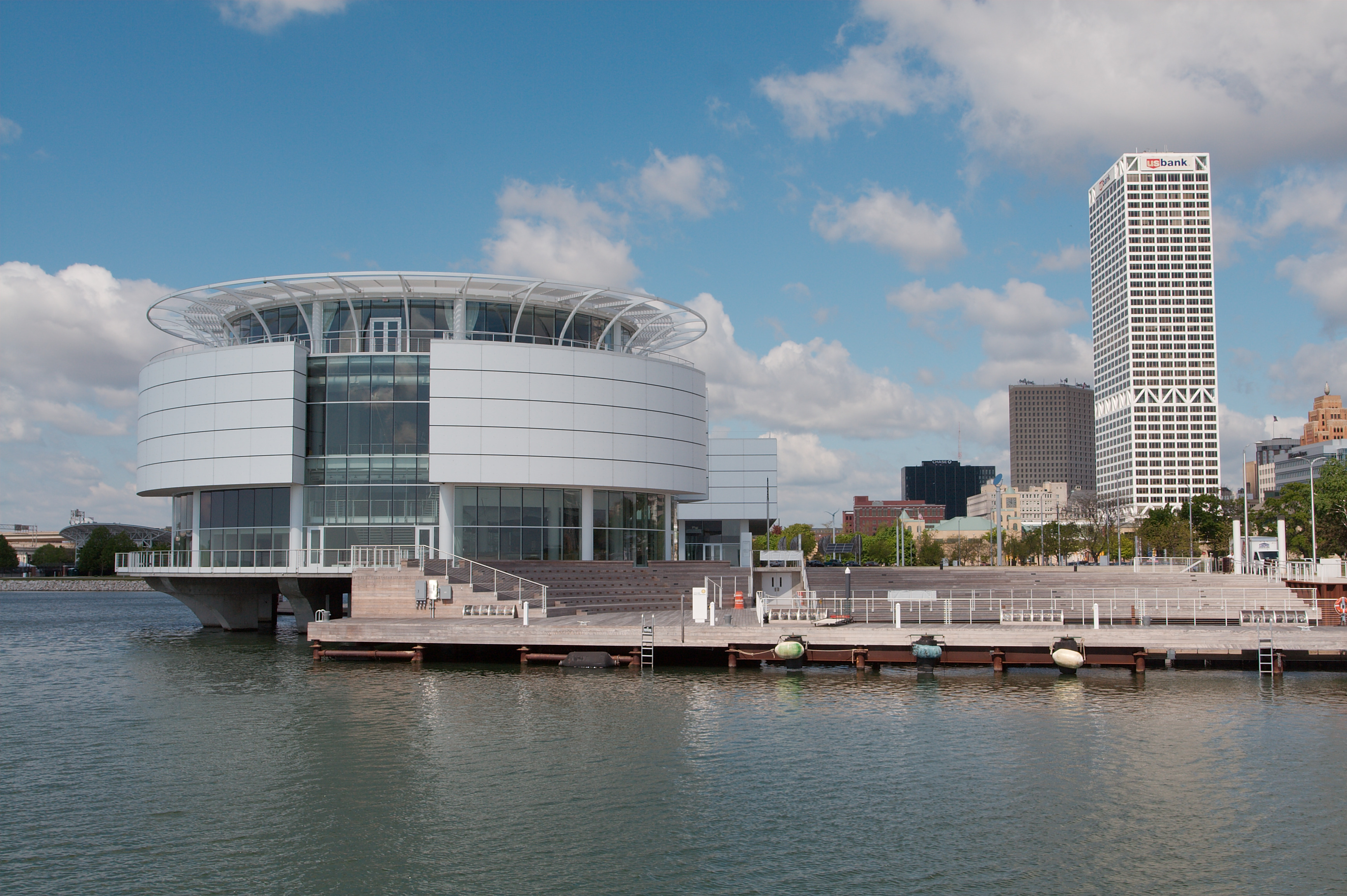
Discovery World Milwaukee

- Milwaukee Public Museum, muzeu de științe naturale și istorie este unul din cele mai vechi muzee din Milwaukee.
- Discovery World, cel mai mare muzeu din Milwaukee dedicat științei, este situat la sud de Milwaukee Art Museum de-a lungul malului lacului Michigan. Schooner-ul S/V Dennis Sullivan ancorat la docul muzeului Discovery World este singura recreație din lume a unui schooner cu trei catarge din anii 1880 și primul schooner construit în Milwaukee în mai bine de 100 de ani.
- Betty Brinn Children's Museum, muzeu pentru copii sub 10 ani cu exponate hands-on și programe interactive.
- Mitchell Park Horticultural Conservatory

#### Istorie socială și culturală

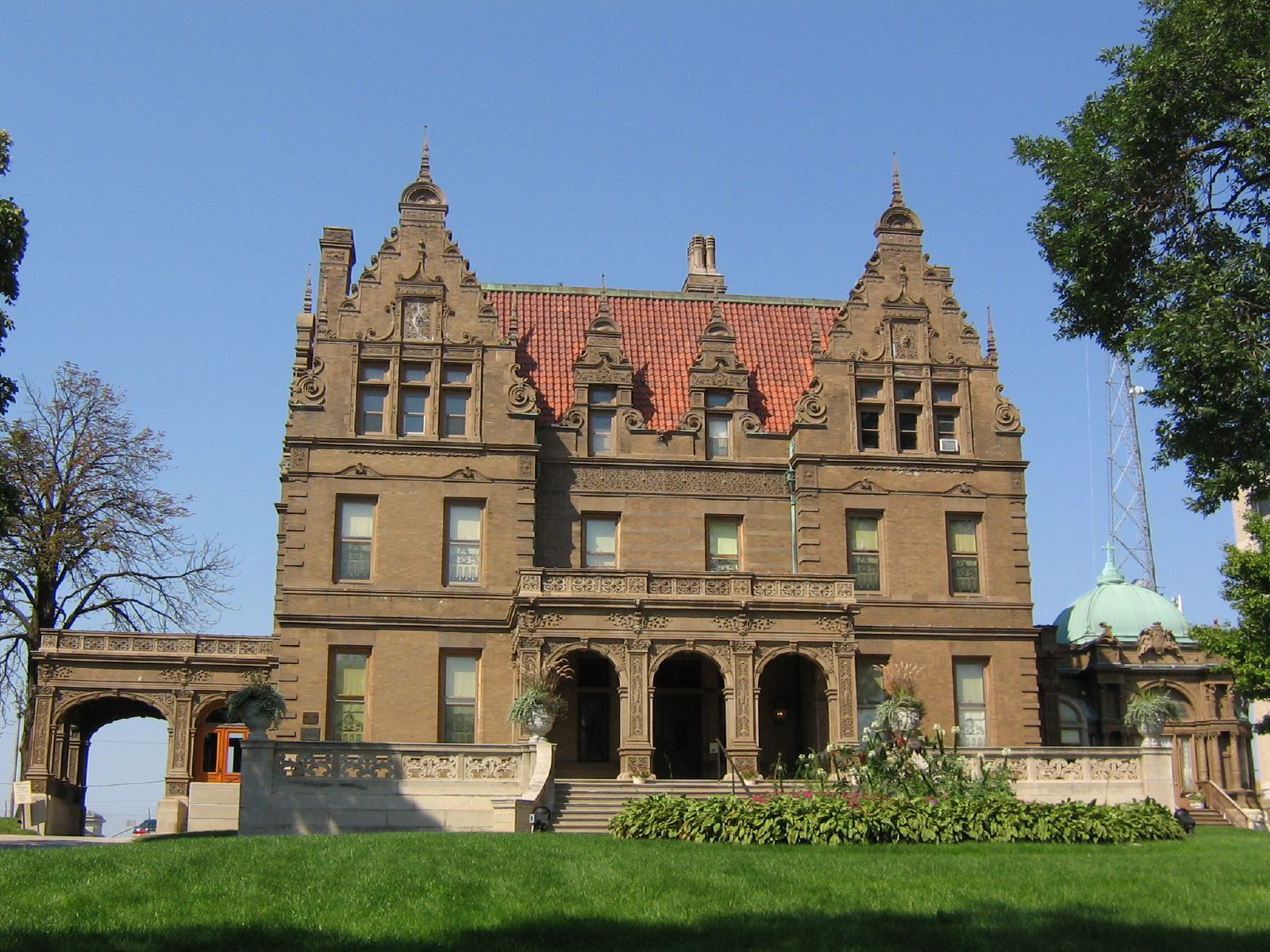
Villa Pabst

- Pabst Mansion, vilă construită în 1892 de către "baronul" berii Frederick Pabst în stilul renascentist flamand, a fost considerată la un moment dat bijuteria de pe bulevardului vilelor, "Grand Avenue".
- Milwaukee County Historical Society.
- Wisconsin Black Historical Society.
- Jewish Museum Milwaukee.
- Mitchell Gallery of Flight, muzeu prezent în incinta aeroportului General Mitchell International Airport.
- Harley-Davidson Museum, deschis în 2008, dedicat motocicletelor Harley-Davidson.
- Chudnow Museum of Yesteryear

### Muzică

#### Clasică
- Bel Canto Chorus Arhivat în 15 octombrie 2013, la Wayback Machine.
- Florentine Opera Company Arhivat în 28 septembrie 2013, la Wayback Machine.  A șasea operă ca vechime din Statele Unite.  Directorul actual este William Florescu.
- Milwaukee Symphony Chorus
- Milwaukee Symphony Orchestra
- Milwaukee Youth Symphony Orchestra

#### Festivaluri și concerte

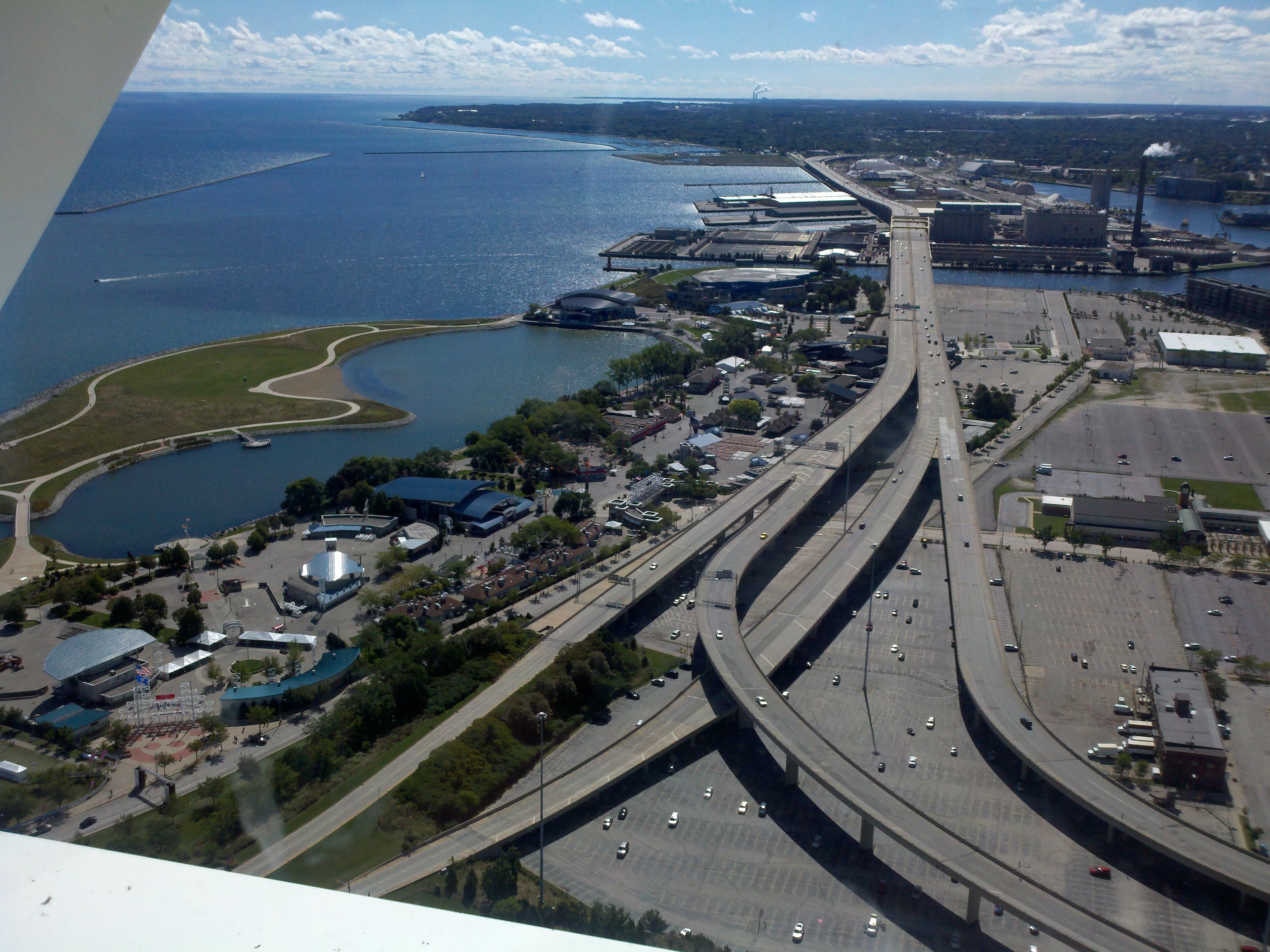
Parcul Henry Maier cu 12 scene unde se țin majoritatea festivalurilor din Milwaukee, inclusiv Summerfest.

- Summerfest - Cel mai mare festival de muzică în aer liber din lume, Summerfest, se ține la Milwaukee în fiecare an la sfârșitul lunii iunie și începutul lunii iulie.  Pe parcursul a 11 zile cântă în jur de 800 de formații pe 11 scene în fața unui total de aproape un milion de oameni.  Printre invitații din 2013 s-au numărat Tom Petty & The Heartbreakers, John Mayer, Rush și Eagles.

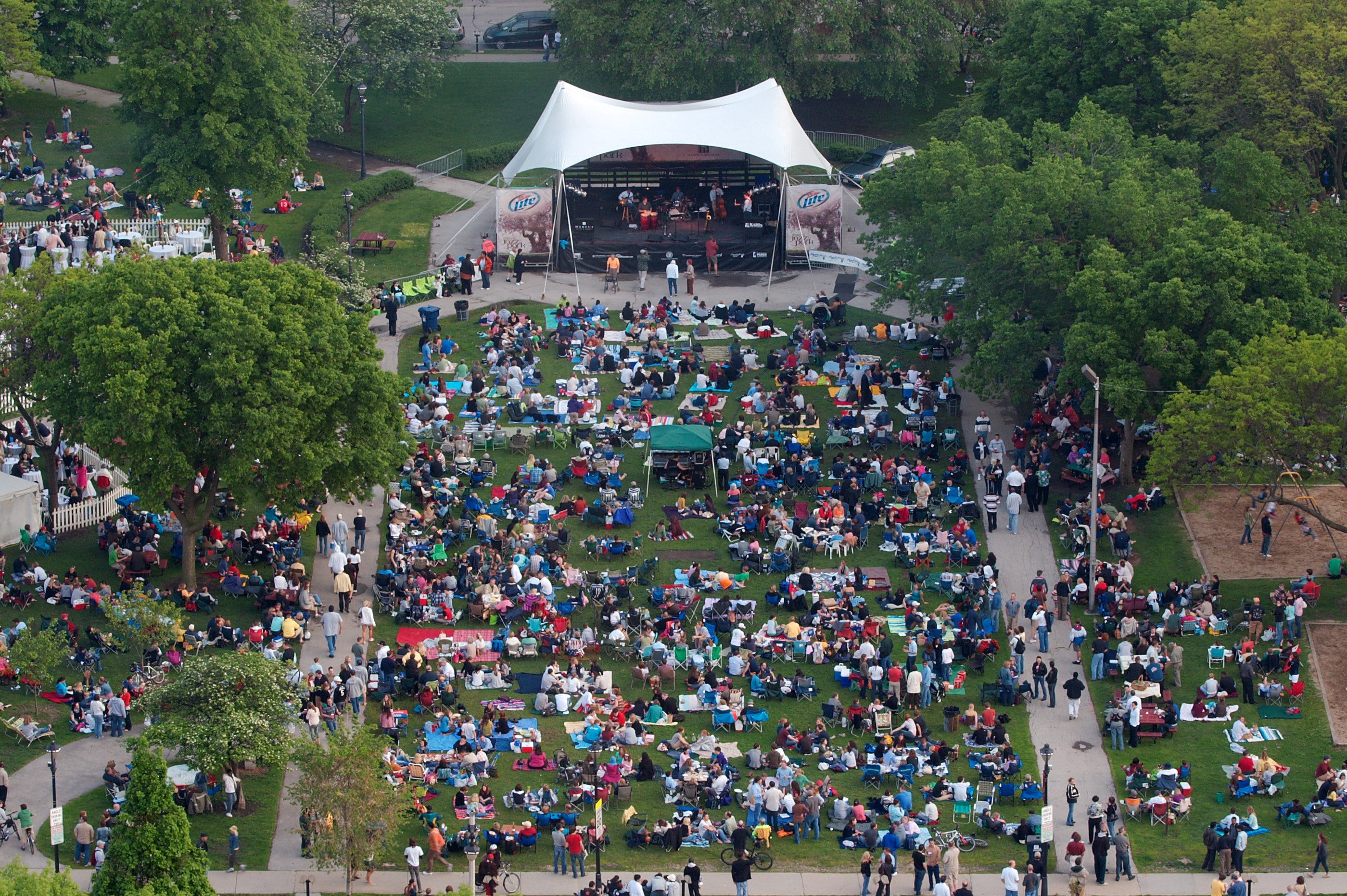
Jazz in the park Milwaukee 6062

- Jazz in the Park, este o serie de concerte săptămânale gratuite ce se țin pe timpul verii în fiecare joi seara.  Concertele se țin în Piața Catedralei din centrul orașului.  Formațiile, atât locale cât și din restul țării, cântă jazz, big band, funk, R & B, reggae, blues și altele.

#### Artiști și formații originare din Milwaukee
Milwaukee a produs talente de nivel național și internațional ca:
- Steve Miller (rock),
- Wladziu Valentino Liberace (pian),
- Al Jarreau (jazz),
- Eric Benet (neo-soul),
- Speech (hip hop),
- Daryl Stuermer (rock),
- BoDeans (rock),
- Les Paul (jazz),
- The Violent Femmes (alternative),
- Coo Coo Cal (rap),
- Die Kreuzen (punk),
- Andy Hurley of Fall Out Boy (punk),
- Eyes To The Sky (hardcore),
- Rico Love (R&B),
- Andrew 'The Butcher' Mrotek of The Academy Is... (alt-rock),
- The Promise Ring (indie),
- Realm (metal),
- the Gufs (alt rock),
- The Modern Machines (punk),
- Brief Candles (rock),
- Leland Sklar (chitarist bas)
- Decibully (indie).

## Sport
- Milwaukee Brewers, este o echipă de baseball ce face parte din Major League Baseball iar Miller Park (imagine în infocasetă) le este stadionul gazdă.

- Milwaukee Bucks, este o echipă de baschet ce face parte din Divizia Centrală a Conferinței de Est din National Basketball Association (NBA).

- Green Bay Packers, este o echipă de fotbal american cu sediul în orașul Green Bay, care între anii 1933-1994 a avut ca teren propriu stadioane atât în Green Bay cât și în Milwaukee.

## Personalități marcante
- William Florescu, Directorul actual al operei din Milwaukee Florentine Opera Company, a șasea operă ca vechime din Statele Unite.
- Al Jarreau, cântăreț de jazz.
- Tom Laughlin, actor născut în Minneapolis, dar crescut în Milwaukee; cunoscut pentru seria de filme Billy Jack.
- Golda Meir, născută la Kiev, dar familia s-a mutat la Milwaukee unde Golda Meir a făcut o parte din școala generală și liceu și unde a urmat cursurile Universității Wisconsin - Milwaukee.
- Billy Mitchell, general al Armatei Statelor Unite ale Americii, considerat a fi părintele Forțelor Aeriene ale Statelor Unite ale Americii.
- Les Paul, chitarist de jazz, compozitor și inventator.
- Spencer Tracy, actor.
- Gene Wilder, actor.                                                             Ava max, cantareată

## Curiozități
În anul 2006 orașul Milwaukee a fost declarat oficial cel mai alcoolic oraș din Statele Unite, relevă un studiu realizat de Centrul de Control pentru Prevenirea Bolilor, la solicitarea revistei Forbes. Conform studiului, peste 70% din locuitorii acestui oraș au consumat alcool cel puțin o dată în decurs de o lună, spre deosebire de cei 45% din Nashville sau Tennessee, aflate pe locurile următoare. Autoritățile locale din Milwaukee au menționat că cifra indicată de Forbes nu e alarmantă, având în vedere că localnicii sunt mari consumatori de bere, băuturile tari nefiindu-le pe plac. Studiul a ținut cont de numărul de alcoolici din zonă, de cantitatea de băutură consumată și de frecvența consumului de alcool.